# Fissistomella
Fissistomella es un género de foraminífero bentónico considerado un sinónimo posterior de Ceratobulimina de la subfamilia Ceratobulimininae, de la familia Ceratobuliminidae, de la superfamilia Ceratobuliminoidea, del suborden Robertinina y del orden Robertinida. Su especie tipo era Rotalina contraria. Su rango cronoestratigráfico abarcaba el Mioceno superior.

## Clasificación
Fissistomella incluía a las siguientes especies:
- Fissistomella contraria †
- Fissistomella fallax †